# Ото I фон Хоенберг
Ото I фон Хоенберг (на немски: Otto I von Hohenberg; † 12 юли 1299) от линията Цолерн-Хоенберг на швабската фамилия Хоенцолерн е граф на Хоенберг и Наголд в Баден-Вюртемберг.
Той е син на граф Буркхард VI (IV) фон Хоенберг, Хайгерлох, Наголд, Вилдберг († 24 юли 1318) и втората му съпруга Луитгард фон Тюбинген († 13 ноември 1309), наследничка на Хорб, дъщеря на пфалцграф Хуго IV фон Тюбинген-Хорб († ок. 1267) и графиня Беатрикс фон Еберщайн († сл. 1302). Леля му Гертруда фон Хоенберг (1225 – 1281) е омъжена 1245 г. за граф и император Рудолф I Хабсбургски (1218 – 1291). Брат е на Буркхард VII (V) фон Хоенберг († ок. 1359), граф на Хоенберг и Вилдберг на река Наголд.
Наголд е от 1247 г. към графството Хоенберг. През 1260 г. графството Хоенберг е разделено и Наголд става седалище на баща му Буркхард VI (IV) фон Хоенберг. През 1300 г. господството Наголд също е разделено на частите Наголд и Вилдберг, при което граф Ото I получава частта Наголд. През 1363 г. внук му Ото II фон Хоенберг-Наголд продава Наголд на графовете фон Вюртемберг.

## Фамилия
Ото I фон Хоенберг се жени на 10 ноември 1290 г. (папското разрешение) за Мария фон Магенхайм († 18 октомври 1321), дъщеря на Еркингер V фон Магенхайм († 1308) и Анна († сл. 1308).  Те имат две деца:
- Буркхард VI (VIII) фон Хоенберг-Наголд († 1342), граф на Хоенберг-Наголд в Магенхайм, женен пр. 14 февруари 1316 г. за Агнес фон Файхинген, дъщеря на граф Конрад V фон Файхинген „Млади“ († 1352) и Елизабет фон Шлюселберг († 1339), баща на Ото II фон Хоенберг († 1379/1385)
- Мехтилд фон Хоенберг, монахиня в Ройтхин 1352, омъжена пр. 3 август 1320 г. за граф Волфрад VI фон Феринген († сл. 1330), син на граф Хайнрих III фон Феринген-Хетинген († 1307) и Ида († 1284)